# Чистюнька
Чистю́нька (рос. Чистюнька) — село у складі Топчихинського району Алтайського краю, Росія. Адміністративний центр та єдиний населений пункт Чистюнської сільської ради.

## Історія
У 1928 році село складалося з 827 господарств, головне населення — росіян. В адміністративному відношенні було центром сільської ради та центром Чистюнського району Барнаульського округу Сибірської території.

## Населення
Населення — 1350 осіб (2010; 1614 у 2002).
Національний склад (станом на 2002 рік):
- росіяни — 90 %